# Élections municipales de 2013 en Côte-Nord
Les élections municipales québécoises de 2013 se déroulent le 3 novembre 2013. Elles permettent d'élire les maires et les conseillers de chacune des municipalités locales du Québec, ainsi que les préfets de quelques municipalités régionales de comté.

## Côte-Nord

### Bonne-Espérance
| Candidats pour la mairie       | Vote | %     |
| ------------------------------ | ---- | ----- |
| Lionel Roberts                 | 218  | 58,76 |
| Bryce Douglas Fequet (Sortant) | 153  | 41,24 |
| Taux de participation : 56,6 % |      |       |

### Chute-aux-Outardes
| Candidats pour la mairie | Vote            | %               |
| ------------------------ | --------------- | --------------- |
| Yoland Émond             | Sans opposition | Sans opposition |

### Colombier
| Candidats pour la mairie       | Vote | %     |
| ------------------------------ | ---- | ----- |
| Jean-Roch Barbeau (Sortant)    | 154  | 52,38 |
| Nicole Imbeault-Pellerin       | 140  | 47,62 |
| Taux de participation : 47,6 % |      |       |

### Fermont
| Candidats pour la mairie       | Vote | %     |
| ------------------------------ | ---- | ----- |
| Lise Pelletier (Sortant)       | 670  | 67,81 |
| Dave Bouchard                  | 318  | 32,19 |
| Taux de participation : 52,0 % |      |       |

- Martin St-Laurent, conseiller #6, devient maire de Fermont en cours de mandat[Quand ?]

### Forestville
| Candidats pour la mairie    | Vote            | %               |
| --------------------------- | --------------- | --------------- |
| Micheline Anctil (Sortante) | Sans opposition | Sans opposition |

### Franquelin
| Candidats pour la mairie       | Vote | %     |
| ------------------------------ | ---- | ----- |
| Michel Levesque (Sortant)      | 124  | 53,68 |
| Steeve Grenier                 | 107  | 46,32 |
| Taux de participation : 51,2 % |      |       |

### Godbout
| Candidats pour la mairie       | Vote | %     |
| ------------------------------ | ---- | ----- |
| Nicole Champagne               | 151  | 59,22 |
| Alain Labrie (Sortant)         | 104  | 40,78 |
| Taux de participation : 76,9 % |      |       |

### Gros-Mécatina
| Candidats pour la mairie       | Vote | %     |
| ------------------------------ | ---- | ----- |
| Randy Jones (Sortant)          | 161  | 63,14 |
| Brian Evans                    | 94   | 36,86 |
| Taux de participation : 59,4 % |      |       |

- Élections partielles aux poste de conseillers
  - Organisées en raison de la démission en bloc de cinq conseillers pour protester contre le maire[1].
  - Élection par acclamation de Lloyd Robertson, Tina Leon, Marco Wellman et Brian Evans[1].
  - Élection le 12 juin 2016 de Clifford Morency au poste de conseiller #3 [1].

| Candidats conseiller #3 | Vote | %   |
| ----------------------- | ---- | --- |
| Clifford Morency        | n/d  | n/d |
| Christiana Gallichon    | n/d  | n/d |

### Havre-Saint-Pierre
| Candidats pour la mairie       | Vote  | %     |
| ------------------------------ | ----- | ----- |
| Berchmans Boudreau (Sortant)   | 1 082 | 50,05 |
| Théoharris Ganas               | 1 080 | 49,95 |
| Taux de participation : 76,9 % |       |       |

### L'Île-d'Anticosti
| Candidats pour la mairie           | Vote | %     |
| ---------------------------------- | ---- | ----- |
| Jean-François Boudreault (Sortant) | 63   | 40,38 |
| John Pineault                      | 56   | 35,90 |
| France Garant                      | 37   | 23,72 |
| Taux de participation : 77,0 %     |      |       |

Élection partielle au poste de maire en avril 2016.
- Déclenchée en raison de la démission du maire Jean-François Boudreault le 8 décembre 2015[3].
- Stéfan Tremblay, conseiller #1, assure l'intérim de la fonction de maire[3].
- Élection de John Pineault, conseiller municipal, au poste de maire[2].

| Candidats pour la mairie                   | Vote | %     |
| ------------------------------------------ | ---- | ----- |
| John Pineault (Sortant d'un autre poste)   | 74   | 52,86 |
| Stéfan Tremblay (Sortant d'un autre poste) | 66   | 47,14 |
| Taux de participation : n/d %              |      |       |

### Les Bergeronnes
| Candidats pour la mairie   | Vote            | %               |
| -------------------------- | --------------- | --------------- |
| Francis Bouchard (Sortant) | Sans opposition | Sans opposition |

### Les Escoumins
| Candidats pour la mairie       | Vote | %     |
| ------------------------------ | ---- | ----- |
| André Desrosiers               | 744  | 81,13 |
| Alain Rousseau                 | 173  | 18,87 |
| Taux de participation : 52,1 % |      |       |

### Longue-Pointe-de-Mingan
| Candidats pour la mairie   | Vote            | %               |
| -------------------------- | --------------- | --------------- |
| Jean-Luc Burgess (Sortant) | Sans opposition | Sans opposition |

### Longue-Rive
| Candidats pour la mairie | Vote            | %               |
| ------------------------ | --------------- | --------------- |
| Donald Perron (Sortant)  | Sans opposition | Sans opposition |

### Natashquan
| Candidats pour la mairie | Vote            | %               |
| ------------------------ | --------------- | --------------- |
| André Barrette           | Sans opposition | Sans opposition |

### Pointe-aux-Outardes
| Candidats pour la mairie       | Vote | %     |
| ------------------------------ | ---- | ----- |
| André Lepage (Sortant)         | 426  | 82,56 |
| Robert Gagnon                  | 90   | 17,44 |
| Taux de participation : 46,1 % |      |       |

### Pointe-Lebel
| Partis                         | Partis       | Candidats pour la mairie   | Vote | %     |
| ------------------------------ | ------------ | -------------------------- | ---- | ----- |
|                                | Équipe Morin | Normand Morin              | 512  | 53,61 |
|                                | Indépendant  | Ghislain Beaudin (Sortant) | 352  | 36,86 |
|                                | Indépendant  | Clermont Coll              | 91   | 9,53  |
| Taux de participation : 61,7 % |              |                            |      |       |

### Port-Cartier
| Candidats pour la mairie       | Vote  | %     |
| ------------------------------ | ----- | ----- |
| Violaine Doyle                 | 1 514 | 57,96 |
| Laurence Méthot (Sortante)     | 1 098 | 42,04 |
| Taux de participation : 50,2 % |       |       |

### Portneuf-sur-Mer
| Candidats pour la mairie       | Vote | %     |
| ------------------------------ | ---- | ----- |
| Gontran Tremblay               | 239  | 48,68 |
| Marilyne Emond                 | 198  | 40,33 |
| Gilles Laflamme                | 54   | 11,00 |
| Taux de participation : 75,6 % |      |       |

### Ragueneau
| Candidats pour la mairie | Vote            | %               |
| ------------------------ | --------------- | --------------- |
| Joseph Imbeault          | Sans opposition | Sans opposition |

### Rivière-au-Tonnerre
| Candidats pour la mairie       | Vote | %     |
| ------------------------------ | ---- | ----- |
| Aline Beaudin                  | 148  | 56,49 |
| Jeannot Boudreau (Sortant)     | 114  | 43,51 |
| Taux de participation : 70,5 % |      |       |

### Rivière-Saint-Jean
| Candidats pour la mairie       | Vote | %     |
| ------------------------------ | ---- | ----- |
| Josée Brunet                   | 111  | 50,45 |
| Michel Beaudin (Sortant)       | 109  | 49,55 |
| Taux de participation : 87,1 % |      |       |

### Sacré-Cœur
| Candidats pour la mairie       | Vote | %     |
| ------------------------------ | ---- | ----- |
| Marjolaine Gagnon              | 509  | 50,65 |
| Gilles Pineault (Sortant)      | 496  | 49,35 |
| Taux de participation : 66,9 % |      |       |

### Saint-Augustin
| Candidats pour la mairie       | Vote | %     |
| ------------------------------ | ---- | ----- |
| Glen McKinnon                  | 225  | 55,56 |
| Randy Maurice                  | 180  | 44,44 |
| Taux de participation : 62,7 % |      |       |

### Sept-Îles
| Candidats pour la mairie       | Vote  | %     |
| ------------------------------ | ----- | ----- |
| Réjean Porlier                 | 3 203 | 29,31 |
| Jonathan Martel                | 3 090 | 28,27 |
| Rodrigue Vigneault             | 2 891 | 26,45 |
| Martial Lévesque               | 1 554 | 14,22 |
| Linda Lachance                 | 191   | 1,75  |
| Taux de participation : 51,1 % |       |       |

### Tadoussac
| Candidats pour la mairie       | Vote | %     |
| ------------------------------ | ---- | ----- |
| Hugues Tremblay (Sortant)      | 252  | 53,85 |
| Pierre Marquis                 | 216  | 46,15 |
| Taux de participation : 70,7 % |      |       |